# Victor Roy
Pour les articles homonymes, voir Roy.
Victor Roy (Québec, 1837 - Montréal, 1902) est un architecte canadien.

## Réalisations
- Maison Ravenscrag
- Église Sainte-Cunégonde à Petite-Bourgogne[2]
- Séminaire de Sainte-Thérèse (avec Jean-Roch Poitras)[3]